# Михеевское (Ивановская область)
Михеевское — деревня в Лежневском районе Ивановской области России, входит в состав Лежневского сельского поселения.

## География
Деревня расположена в 23 км на юг от райцентра посёлка Лежнево.

## История
В 1 км на север от деревни располагалось село Седиково. В 1869 году на средства прихожан в селе была построена каменная церковь, в 1889 году построена колокольня и ограда. В церкви была два престола: главный — в честь Казанской иконы Божьей Матери и придельный — во имя Святителя и Чудотворца Николая. Приход состоял из села и деревень: Перевозково, Башмаки, Пещериха, Развалиха, Михеевская.
В конце XIX — начале XX века деревня входила в состав Вознесенской волости Ковровского уезда Владимирской губернии. В 1859 году в селе числилось 34 двора, в 1905 году — 40 дворов.
С 1932 года деревня входила в состав Растилковского сельсовета Лежневского района, в 1963-85 годах — в составе Ивановского района, с 2005 года село — в составе Воскресенского сельского поселения, с 2015 года — в составе Лежневского сельского поселения.

## Население
| 1859 | 1905 |
| ---- | ---- |
| 190  | 277  |

| 1859 | 1905 | 2010 |
| ---- | ---- | ---- |
| 190  | ↗277 | ↘12  |

## Достопримечательности
В бывшем селе Седиково близ Михеевского находится недействующая Церковь Казанской иконы Божией Матери (1869)